# Nunzio Gulino
Nunzio Gulino (Comiso, 16 giugno 1920 – Roma, 7 aprile 2011) è stato un artista italiano.
In particolare è stato incisore calcografico e pittore.

## Biografia
Nacque a Comiso il 16 giugno 1920, ma fin da giovane lasciò il paese natio per frequentare l'Istituto per la Decorazione e l'Illustrazione del Libro di Urbino, formandosi artisticamente sotto la guida di Leonardo Castellani; rimarrà nella città feltresca fino al biennio 1968 - 69, quando si trasferirà a Roma per insegnare presso l'Istituto del Restauro, fino al 1978 quando terminerà la propria attività didattica, dedicandosi totalmente all'incisione.
Ricevette numerosi riconoscimenti, sia da parte della critica che da parte del pubblico, come ad esempio quelli alla III Biennale Internazionale di Lugano e il Premio Abbruzzini (1954 e 1955) a Roma.
La sua produzione artistica inizia nel 1939, con le prime acqueforti, dove risente dell'influenza stilistica di Francesco Carnevali, uno dei suoi maestri. Nelle biennio 1941 - 42 realizza una serie di acqueforti per illustrare due novelle di Gogol', "La fiera di Sorocinez" (edita nel 1944 dalla Scuola del Libro) e "La prima notte di Natale"; in queste novelle Gulino è attento a mantenere l'omogeneità tra scrittura e immagine, che la Scuola urbinate si è sempre preoccupata di risolvere.
Nel biennio 1948 - 50 lo stile dell'artista è influenzato da Carlo Carrà e da Paul Gauguin, poi nel 1952 il suo interesse si rivolge alla pittura di Van Gogh.
Ha partecipato anche alla vita culturale urbinate, in quanto fu socio della locale Accademia Raffaello, dal 1º ottobre 1955.
È morto a Roma, il giorno 8 aprile 2011.
È stato sepolto nel cimitero di Urbino, città d'origine della moglie ed a cui era molto legato, per avervi trascorso la giovinezza, durante gli studi presso la Scuola del Libro.

## Caratteristiche della sua produzione artistica
La sua produzione è caratterizzata da incisioni calcografiche e acquerelli.
I principali temi che ricorrono nelle sue opere, sono legati al paesaggio, soprattutto quello di Urbino e delle campagne circostanti, e a composizioni di oggetti improbabili.